# Jaume Ventura i Tort
|  | «Jaume Ventura» redirigeix aquí. Vegeu-ne altres significats a «Jaume Ventura i Andreu». |

Jaume Ventura i Tort (L'Hospitalet de Llobregat, 12 de desembre de 1911 - 30 de juliol de 1985) fou un compositor de sardanes.

## Biografia
Encara que va conrear altres camps de la música, es va dedicar tota la seva vida sobretot a les sardanes. La seva obra està integrada per més de 150 sardanes, moltes amb lletra seva, composicions senzilles i balladores que van fer les delícies dels dansaires dels anys 40.
Era fill de Joan Ventura, sagristà i fosser de la ciutat. La seva casa pairal estava adossada al campanar de l'antiga església de la ciutat. Va estudiar primària a les Escoles Catalanes del Dr. Robert fundades pel Foment Autonomista. De petit va patir una greu malaltia que l'afectà les cames i per distreure’l els seus pares el feren estudiar música amb la professora Josefina Coll i Barba, que vivia davant de casa seva i s'oferí a ensenyar-lo. Després, molt motivat per aprendre més música, va cursar estudis d'harmonia, composició i fuga amb Enric Morera al seu domicili.
A 18 anys va poder estrenar al Centre Catòlic de l'Hospitalet l'obra Llobregatana, una sardana dedicada als sardanistes del Baix Llobregat, que va ser interpretada per la cobla Catalònia i que va tenir molt bona acollida. Durant la guerra civil espanyola, el seu pare, que era el sagristà de l'església del barri del centre, fou assassinat pels anticlericals, que van fer enderrocar totalment l'església. Jaume va haver de fugir i va tornar en els anys 40 a l'Hospitalet. Es va traslladar a viure llavors a la Torrassa on es va fer càrrec de la delegació de la funerària que regentava el seu germà en aquest barri.
D'aquesta època és la sardana Les noies de la Torrassa, molt popular i reproduïda. Cansat del negoci familiar, al cap d'un temps abandonà la funerària i va muntar, amb el tenor Sebastià Bertran, un negoci d'hoteleria a Andorra. Fou aleshores quan compongué la sardana Les valls d'Andorra que entrà a formar part del repertori de cançons de les escoles públiques andorranes. Tanmateix, el negoci no va funcionar i retornà a Catalunya arruïnat. Al cap de poc temps, la seva companya el va abandonar. Tots aquests fets li provocaren una depressió fortíssima que el va afectar profundament en l'aspecte econòmic.

## Obra
Al llarg de la seva carrera com a sardanista va escriure moltes altres sardanes d'èxit com Les noies de la Torrassa, Ma terra plana, amb lletra del també hospitalenc Francesc Marcé, entre d'altres. Durant la Festa Major del 1945, la cobla Principal del Llobregat li va estrenar la seva famosa sardana Festa Major d'El Prat, amb lletra de l'eminent pratenc d'adopció Ferran Casanovas i Civit. La gran amistat que sempre el va unir a en Casanovas el va portar, entre els anys 1945 i 1983, a compondre altres sardanes dedicades també al Prat i als seus veïns: Soc d'El Prat, El nostre riu, Els Amics d'El Prat, El vell carrer, Bons amics, L'Aplec d'El Prat, etc. Ja fa uns anys que, a iniciativa de l'Àrea de Cultura de l'Ajuntament d'El Prat, la sardana Festa Major d'El Prat, ha estat versionada en estils ben diferents com el pop, folk, funk, hip-hop etc. fent-la arribar a un públic jove entre els quals s'ha fet molt popular. Així mateix, els alumnes de les escoles locals que cada any participen en la Cantata que organitzen el Centre de Recursos Pedagògics dels Serveis Territorials del Baix Llobregat del Departament d'Ensenyament de la Generalitat de Catalunya i l'Ajuntament d'El Prat canten sempre com a cloenda aquesta sardana, que ha esdevingut una mena d'himne de la ciutat.
El 1953, les entitats culturals del barri de la Torrassa li van retre un homenatge i se li lliurà la Medalla al Mèrit Artístic que li havia concedit l'Ajuntament de l'Hospitalet. En aquell acte, que va tenir lloc a la sala d'actes del Club Pimpinela de Collblanc, s'estrenà la sardana Sóc del'Hospitalet veí i la sarsuela –en castellà- Día de Pascua, amb música seva i llibret de Joan Vallès i Vilà.
Sense deixar la seva intensa activitat sardanista, els dies 15 i 16 d'abril de 1964 va estrenar La cançó de l'Empordà, sainet líric català amb llibret de Ferran Casanovas i Civit, al Centre Artesà del Prat i al desaparegut Teatre Ópera de l'Hospitalet, respectivament. Poc més tard es va representar en diferents llocs de Catalunya i el 1967 fou emesa pel circuit català de TVE en el programa Teatre Català, amb realització de Jaume Picas i dirigint l'orquestra el mateix Ventura Tort.
El 1975 va estrenar el que va ser el seu gran èxit al Gran Teatre del Liceu: l'opera catalana Rondalla d'esparvers, basada en l'obra homònima de Josep Maria de Sagarra. Es va representar el 29 de novembre i el 2 de desembre al Liceu, amb la que va ser la millor entrada de la temporada com va dir el cronista Sempronio en la revista Destino. El crític Roger Alier va escriure: "El públic, sorprès davant una obra de la qual esperava evidentment que fos més anodina, aplaudí estentòriament".
El 18 de maig del mateix any de 1975 es va celebrar en el món sardanista La Diada Ventura Tort. A l'Hospitalet i a la plaça de Sant Jaume de Barcelona, se li va dedicar tot el programa i, en les altres ballades per tot el país, almenys una de les sardanes era seva. El 6 de novembre de 1977, l'Ajuntament del Prat de Llobregat, van posar el seu nom a una plaça. L'Hospitalet de Llobregat i Gavà tenen també carrers que porten el seu nom.
Actualment i des de fa 21 anys, Òmnium Cultural organitza el Concurs Nacional de Colles Sardanistes Memorial Jaume Ventura i Tort.
Poc abans de la seva mort, diverses entitats de l'Hospitalet Centre a les que sempre va estar estretament vinculat, el Casino del Centre, el Centre Catòlic i l'Ateneu de Cultura Popular i el Foment de la Sardana de l'Hospitalet, van representar la seva sarsuela catalana La Cançó de l'Empordà per fer-li un homenatge al Centre Catòlic de l'Hospitalet, amb la col·laboració de les corals hospitalenques Elisard Sala i Xalesta.
Gavanenca és el nom de la sardana de Gavà. La sardana Gavanenca fou composta pel mestre Jaume Ventura l'any 1982. Té un tiratge de 31-81-66. La lletra de la sardana fou escrita pel poeta gavanenc Joan Solé i Margarit.